# Чинкуефонди
Чинкуефро̀нди (на италиански: Cinquefrondi, на местен диалект Cincufrùndi, Чинкуфрунди) е градче и община в Южна Италия, провинция Реджо Калабрия, регион Калабрия. Разположено е на 257 m надморска височина. Населението на общината е 6435 души (към 2012 г.).